# Група на Амалтея (спътници)
Групата на Амалтея е група от четири естествени спътници на Юпитер. Те са най-вътрешните спътници на планетата и се намират в непосредствена близост с планетарният пръстен на Юпитер. Големите им полуоси са между 128 000 и 222 000 km.
Спътниците във възходящ ред на разстоянието от Юпитер:
- Метис
- Адрастея
- Амалтея – най-големият спътник, даващ името на групата
- Теба

## Галерия
- Снимка на Метис направена от Галилео
- Снимка на Адрастея направена от Галилео
- Снимка на Амалтея направена от Галилео